# Henry Gray (Bluesmusiker)

Henry Gray 2008

Henry Gray (* 19. Januar 1925 in Kenner, Louisiana; † 17. Februar 2020  in Baton Rouge, Louisiana) war ein US-amerikanischer Blues-Pianist.
Mit 16 Jahren spielte Gray in einer Band in Alsen bei Baton Rouge, wohin seine Familie gezogen war. Während seines Militärdienstes im Zweiten Weltkrieg unterhielt er seine Einheit mit Musik.
Nach dem Krieg ging Gray nach Chicago, wo er in Clubs Piano spielte. Big Maceo Merriweather wurde auf ihn aufmerksam und wurde sein Mentor. Bald war Gray einer der gefragtesten Pianisten der Blues-Szene in Chicago. Er begleitete etliche bekannte Kollegen live und bei Aufnahmen, darunter Muddy Waters, Elmore James, B. B. King, Jimmy Reed, Little Walter, Bo Diddley, Jimmy Rogers, Billy Boy Arnold, Morris Pejoe und viele andere.
1956 wurde Gray Pianist in der Band von Howlin’ Wolf. 1968 kehrte er nach Alsen zurück, um seine Mutter nach dem Tod seines Vaters zu unterstützen. Er arbeitete als Dachdecker, blieb aber auch als Musiker aktiv. Er trat bei zahlreichen Festivals auf, etwa dem New Orleans Jazz & Heritage Festival, dem Chicago Blues Festival, dem Festival International de Jazz de Montréal und etlichen anderen, auch in Europa.
1988 erschien Grays erstes Soloalbum Lucky Man. 1998 wurde Gray für einen Grammy nominiert. 2015 erschien Volume 1 von The Henry Gray/Bob Corritore Sessions mit 14 Aufnahmen der beiden Musiker aus den Jahren 1996 bis 2015.